# Periphery
Periphery (Пері́фері) — американський гурт у жанрі прогресивний метал, що виник 2005 року в місті Вашингтон, округ Колумбія. Їхній музичний стиль описують як прог-метал, джент, і прог-металкор. Вони вважаються одними з піонерів джент-руху в прог-металі. Вони також отримали номінацію на Греммі. До складу гурту входять вокаліст Спенсер Сотело, гітаристи Міша Мансур, Марк Голкомб, Джейк Боуен та барабанщик Метт Халперн.
Після виходу однойменного дебютного альбому гурт випустив ще шість альбомів: Periphery II: This Time It's Personal, подвійний альбом Juggernaut: Alpha і Omega, Periphery III: Select Difficulty, Periphery IV: Hail Stan і Periphery V: Djent Is Not a Genre. Вони також випустили два мініальбоми: Icarus EP та Clear. Весь матеріал Periphery створений учасниками гурту самостійно.

## Історія

### 2005–2009: заснування і ранні зміни у складі
Гурт Periphery був створений у 2005 році гітаристом Мішею Мансуром, який поступово здобув репутацію в інтернеті завдяки регулярним оновленням акаунту на Soundclick, форумах Meshuggah і Джона Петруччі, а також sevenstring.org. До і під час перебування Periphery на метал-сцені Мансур здобув репутацію людини, яка займається власним аудіо-продакшеном, більшість з якого було зроблено за допомогою домашнього комп'ютера і Pod XT. Мансур продовжує оновлювати свій особистий проєкт Bulb, часто переносячи пісні між двома проєктами. Мансур також продовжує брати участь у низці інших музичних проєктів, зокрема Haunted Shores, Four Seconds Ago, та Man Not of Machine.
Протягом перших років уснування Periphery пройшли через низку змін у складі. Спочатку Міша грав на барабанах і гітарі, але почав шукати місцеві таланти і знайшов місцевого барабанщика Джейсона С. Берліна, а потім назавжди переключився на гітару. Берлін планував реалізувати себе в Лос-Анджелесі і після виходу був замінений Тревісом Орбіном. Між 2005 і 2009 роками Periphery працювали з вокалістами Джейком Вередикою, Кейсі Саболом і Крісом Барретто, поступово переходячи від звучання під впливом Meshuggah до більш ембієнтного, мелодійного звучання з акцентом на інноваційне продюсування.
Periphery багато гастролює з 2008 року, підтримуючи таких виконавців, як DevilDriver, Dream Theater, Emmure, Veil of Maya, Animals as Leaders, God Forbid, Darkest Hour, The Dillinger Escape Plan, Fear Factory, Between the Buried and Me, і Fair to Midland.

### 2010–2011: Спенсер Сотело, Метт Халперн та однойменний дебютний альбом
У 2009 році Тревіс Орбін покинув гурт, щоб приєднатися до Sky Eats Airplane. Його замінив Метт Халперн, якого Мансур помітив під час виступів у місцевому поп-гурті. У січні 2010 року лейбл Sumerian і Periphery оголосили 20 квітня датою виходу однойменного дебютного альбому гурту, який буде розповсюджуватися лейблами Sumerian Records у США, Distort Entertainment у Канаді, Roadrunner Records в Австралії, Century Media Records у Німеччині та решті світу. 20 січня 2010 року, на тлі припущень, що гурт знову змінив вокаліста, Periphery завантажили семплер альбому з вокалом Спенсера Сотело, уродженця Сан-Дієго, який пізніше був оголошений новим вокалістом Periphery, замінивши Кріса Барретто, звільненого з гурту через особисті розбіжності (Мансур називав його «дівою»), що призвело до невеликої ворожнечі, яка не вирішилася до кінця 2013 року (див. нижче).
Periphery випустили однойменний дебютний альбом, Periphery, на лейблі Sumerian Records 20 квітня 2010 року. Він дебютував на 128 місці в чарті Billboard Top 200, а також на 2 місці в чарті Billboard Heatseekers: Periphery відіграли кілька турів по США і Канаді; короткий тур по Австралії разом з The Dillinger Escape Plan, і хедлайнерський тур по Великобританії і континентальній Європі в лютому 2011 року. Перший хедлайнерський тур гурту, «League Of Extraordinary Djentlemen Tour», проходив за підтримки TesseracT і Monuments у Великій Британії, тоді як на концертах у континентальній Європі виступали Monuments і The Safety Fire. Під час туру учасники гурту зіткнулися з численними проблемами зі здоров'ям; Спенсер Сотело захворів на бронхіт і часто не міг відіграти весь сет. Джейк Боуен впав і зламав палець на першому тижні британських гастролей і не зміг грати до кінця їхнього хедлайнерського туру. Він одужав і приєднався до гурту під час останніх кількох концертів у турі з Fair to Midland і Scale the Summit прямо перед тим, як вони вибули з туру.
22 березня 2011 року Periphery випустили кавер-версію пісні Metallica «One», яка була записана для саундтреку відеогри Homefront і викладена для безкоштовного завантаження на головному сайті Homefront.

## Склад гурту

##### Поточний склад
- Джейк Бовен (Jake Bowen) — гітари, програмування (з 2007)
- Метт Голперн (Matt Halpern) — ударні, перкусія (з 2009)
- Міша Менсур (Misha «Bulb» Mansoor) — гітари, програмування, продюсер (з 2005)
- Спенсер Сотело (Spencer Sotelo) — спів (з 2010)
- Марк Голкомб (Mark Holcomb) — гітари (з 2011)

##### Колишні учасники
- Кріс Барретто (Chris Barretto) — спів (2009)
- Тревіс Орбін (Travis Orbin) — ударні (2005–2009)
- Кейсі Сабол (Casey Sabol) — спів (2007–2008)
- Джейк Вередіка (Jake Veredika) — спів (2005–2007)
- Алекс Боїс (Alex Bois) — гітари, бек-вокал (2005–2011)
- Том Мерфі (Tom Murphy) — бас-гітара (2005–2011)

## Дискографія

### Студійні альбоми
- Periphery (2010)
- Periphery II: This Time It's Personal (2012)
- Juggernaut: Alpha (2015)
- Juggernaut: Omega (2015)
- Periphery III: Select Difficulty (2016)
- Periphery IV: Hail Stan (2019)
- Periphery V: Djent Is Not a Genre (2023)

### Мініальбоми
- Icarus EP (2011)
- Clear

## Відеографія
- «Icarus Lives!»
- «Jetpacks Was Yes!»
- «Marigold»